# Olena Voronina
Olena Olexandrivna Voronina –en ucraniano, Олена Олександрівна Вороніна– (Járkov, URSS, 5 de mayo de 1990) es una deportista ucraniana que compite en esgrima, especialista en la modalidad de sable.
Participó en los Juegos Olímpicos de Río de Janeiro 2016, obteniendo una medalla de plata en la prueba por equipos (junto con Olha Jarlan, Alina Komashchuk y Olena Kravatska).
Ganó tres medallas en el Campeonato Mundial de Esgrima entre los años 2013 y 2015, y siete medallas en el Campeonato Europeo de Esgrima entre los años 2013 y 2022.

## Palmarés internacional
| Juegos Olímpicos   | Juegos Olímpicos        | Juegos Olímpicos  | Juegos Olímpicos  |
| Año                | Lugar                   | Medalla           | Prueba            |
| ------------------ | ----------------------- | ----------------- | ----------------- |
| 2016               | Río de Janeiro (Brasil) | Medalla de plata  | Sable por equipos |
| Campeonato Mundial |                         |                   |                   |
| Año                | Lugar                   | Medalla           | Prueba            |
| 2013               | Budapest (Hungría)      | Medalla de oro    | Sable por equipos |
| 2014               | Kazán (Rusia)           | Medalla de bronce | Sable por equipos |
| 2015               | Moscú (Rusia)           | Medalla de plata  | Sable por equipos |
| Campeonato Europeo |                         |                   |                   |
| Año                | Lugar                   | Medalla           | Prueba            |
| 2013               | Zagreb (Croacia)        | Medalla de plata  | Sable por equipos |
| 2014               | Estrasburgo (Francia)   | Medalla de bronce | Sable por equipos |
| 2015               | Montreux (Suiza)        | Medalla de bronce | Sable individual  |
| 2015               | Montreux (Suiza)        | Medalla de bronce | Sable por equipos |
| 2016               | Toruń (Polonia)         | Medalla de bronce | Sable por equipos |
| 2018               | Novi Sad (Serbia)       | Medalla de plata  | Sable por equipos |
| 2022               | Antalya (Turquía)       | Medalla de bronce | Sable por equipos |